# Notre-Dame (Rosières)

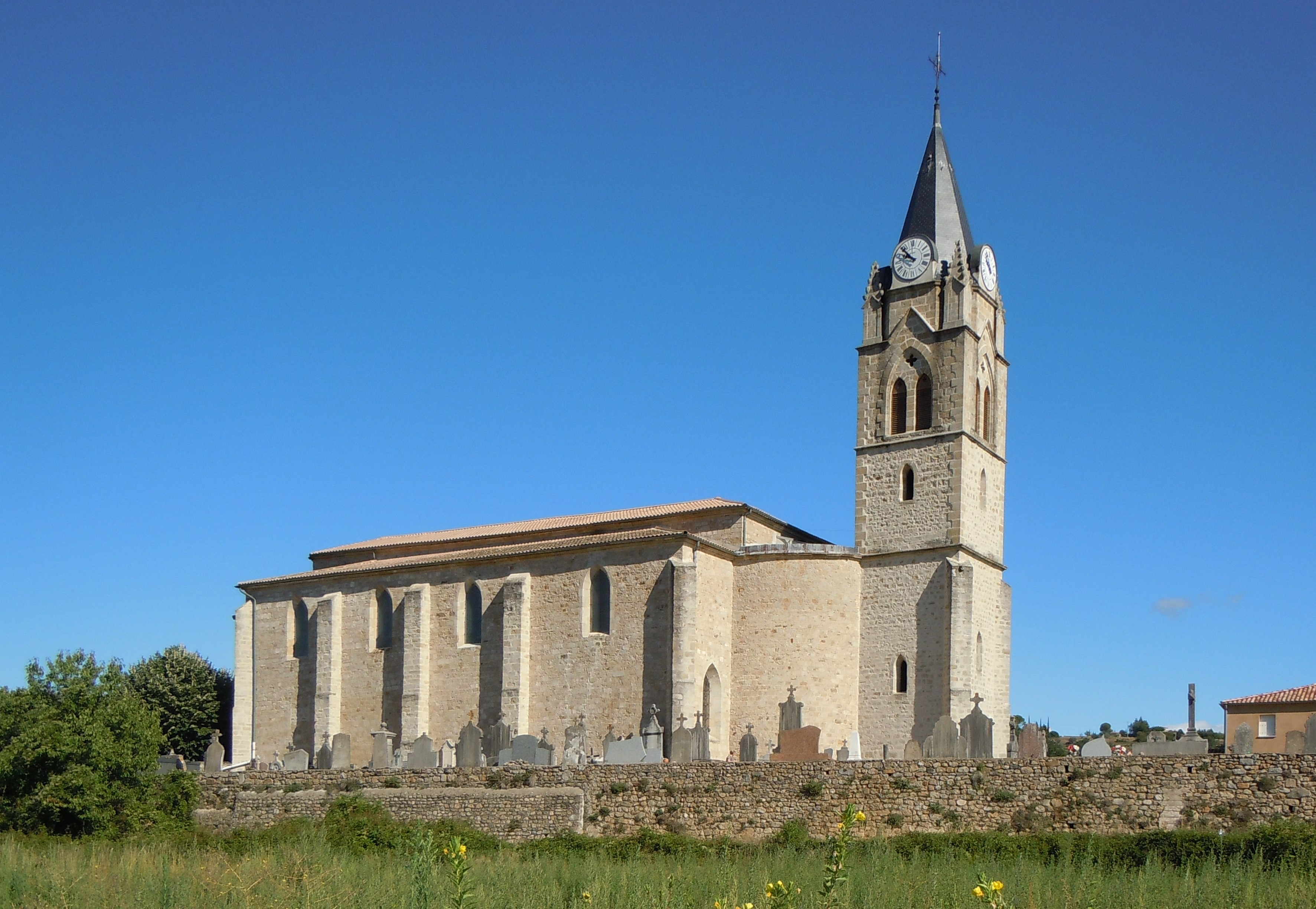
Kirche Notre-Dame

Notre-Dame ist eine römisch-katholische Kirche in Rosières im französischen Département Ardèche.

## Geschichte
Die Kirche mit dem Patrozinium Unserer Lieben Frau geht auf einen Vorgängerbau zurück, der im Jahr 1111 als Besitz des Cluniazenserpriorats von St-Pierre in Ruoms erwähnt wurde. Diese Kirche wurde im Zuge der Hugenottenkriege 1562 teilweise zerstört und niedergebrannt und bereits 1569 wieder aufgebaut. Am 4. November 1839 stürzte nach einer unsachgemäßen Öffnung der Trennwände zu Seitenkapellen der Kirche der Glockenturm ein und zerstörte das Gotteshaus, das unter großen Schwierigkeiten wieder aufgebaut wurde. Nach 1850 wurden die Arbeiten zum Wiederaufbau und der Ausstattung der Kirche durch den Pfarrer Abbé Guérin vorangetrieben, in dessen Amtszeit Notre-Dame ihr heutiges Aussehen als neugotische, dreischiffige Basilika mit Halbkreisapsis und Choranschlussturm erhielt. Vor allem in der Westfassade sind noch Spuren der gotischen Vorgängerkirche erkennbar.